# Бармалей Инкорпорейтедъ
«Бармалей Инкорпорейтедъ» — студийный альбом Фёдора Чистякова на стихи детских поэтов. Выпущен в 2001 году.
В текстовую основу альбома легла детская книжка «Все Наоборот», в которой изложены стихи Чуковского, Сапгира, Милна и некоторых другие детских поэтов, а музыкальная основа построена на музыке Deep Purple, Чака Берри и других известных рок-музыкантов.
1 июня 2020 года вышла ремастированная версия альбома, приуроченная специально ко Дню защиты детей. Релиз доступен только в цифровом виде.

## Список композиций
| №   | Название                        | Текст песни       | Музыка      | Длительность |
| --- | ------------------------------- | ----------------- | ----------- | ------------ |
| 1.  | «Предишумие №1»                 | —                 | —           | 0:12         |
| 2.  | «Цирк»                          | Даниил Хармс      | Ф. Чистяков | 2:34         |
| 3.  | «Репей»                         | Валентин Берестов | Ф. Чистяков | 3:54         |
| 4.  | «Кислое настроение»             | Эмма Мошковская   | Ф. Чистяков | 2:14         |
| 5.  | «Крокодилушка»                  | Льюис Кэрролл     | Ф. Чистяков | 3:24         |
| 6.  | «Подлёдный лов»                 | Григорий Кружков  | Ф. Чистяков | 3:47         |
| 7.  | «Мама приходит с работы»        | Эдуард Успенский  | народная    | 3:54         |
| 8.  | «Рады, рады, рады»              | Корней Чуковский  | Ф. Чистяков | 3:12         |
| 9.  | «Бармалей "не ходите в Африку"» | Корней Чуковский  | Ф. Чистяков | 3:20         |
| 10. | «В Африку бегом»                | Корней Чуковский  | Ф. Чистяков | 1:42         |
| 11. | «Бармалей III»                  | Корней Чуковский  | Ф. Чистяков | 3:54         |
| 12. | «Дети плачут»                   | Корней Чуковский  | Ф. Чистяков | 1:53         |
| 13. | «Лягушечка»                     | Хилэр Бэллок      | Ф. Чистяков | 2:20         |
| 14. | «Зоосад»                        | Хилэр Бэллок      | Ф. Чистяков | 2:08         |
| 15. | «Чучело-мяучело»                | Михаил Яснов      | Ф. Чистяков | 3:14         |
| 16. | «Тигр Иванов»                   | Тим Собакин       | Ф. Чистяков | 4:09         |
| 17. | «Пусть летают бегемоты»         | Тим Собакин       | Ф. Чистяков | 2:44         |
| 18. | «Эпилог с послешумием»          | —                 | И. Рудик    | 0:37         |

## Участники записи
- Фёдор Чистяков — вокал, баян, акустическая гитара, бас-гитара, клавишные
- Петр Струков — электрическая гитара, металлофон, бэк-вокал
- Игорь Рудик — клавишные, «фортепиано Серёжки» (7)
- В. Лейбов — «фортепиано хорошего мальчика» (7)

## Критика
В рецензии Zvuki.ru отмечается оригинальность музыкального оформления известных детских стихов, а также удачное исполнение песни разными голосами в духе Олега Анофриева из Бременских Музыкантов.
В то же время Алексей Мажаев в своей рецензии на InterMedia.ru отмечает наоборот слабость голоса («стесняется — поет тихо, осторожно»), скучное звучание музыкальных композиций, хмурые аранжировки и отсутствие сколь-нибудь запоминаемых мелодий.